# Skin and Bones
| 전문가 평가                   | 전문가 평가 |
| 평가 점수                     | 평가 점수   |
| 출처                          | 점수        |
| ----------------------------- | ----------- |
| Allmusic                      | [ 1 ]       |
| The A.V. Club                 | B           |
| Encyclopedia of Popular Music | [ 3 ]       |
| Entertainment Weekly          | B+          |
| Melodic                       | [ 5 ]       |
| NME                           | 7/10        |
| Now                           | [ 7 ]       |
| Pitchfork                     | 3.8/10      |
| Popmatters                    | [ 9 ]       |
| Rolling Stone                 | [ 10 ]      |

《Skin and Bones》는 2006년 11월 7일에 발매된 미국의 록 밴드 푸 파이터스의 라이브 어쿠스틱 음반이다. 15곡으로 구성된 이 세트는 2006년 8월 29일, 30일, 31일에 로스앤젤레스의 팬티지 극장에서 녹음되었으며 바이올리니스트 겸 가수 페트라 해든, 기타리스트 팻 스미어, 키보디스트 라미 제피, 타악기 연주자 드류 헤스터로 구성된 확장된 8곡 라인업에 초점을 맞추고 있다. 하덴과 제피는 밴드의 이전 스튜디오 음반인 《In Your Honor》에 게스트 뮤지션으로 참여했다.

## 배경
3곡의 앙코르 곡은 데이브 그롤의 단독 공연인 〈Friend of a Friend〉, 〈Best of You〉, 그리고 〈Everlong〉으로 구성되어 있다. 이 음반은 첫 주에 약 49,000장이 팔리면서 빌보드 200에서 21위로 데뷔했다. 이것은 또한 차트에서 이 음반의 최고 위치였다.
총 21곡이 수록된 오리지널 쇼의 DVD가 2006년 11월 28일 발매되었다. 이 곡은 대니 클린치가 감독을 맡았는데, 대니 클린치는 〈Another Round〉에서 하모니카를 연주하며, 《In Your Honor》를 위해 이 곡의 오리지널 음반 녹음에 기여한 것을 재현했다. 영국 버전의 발매는 하이드 파크에서의 2006년 (일렉트릭) 공연을 포함한 두 장의 디스크 세트이다.
타이틀곡은 이전에 싱글 〈DOA〉의 B-사이드로 발매되었고, EP 《Five Songs and a Cover》에 수록되었다.

## 곡 목록
모든 곡들은 특별한 언급이 없는 한 데이브 그롤에 의해 작사/작곡하였다.
| #   | 제목                | 작사·작곡                                       | 재생 시간 |
| --- | ------------------- | ----------------------------------------------- | --------- |
| 1.  | Razor               |                                                 | 6:48      |
| 2.  | Over and Out        | 그롤, 테일러 호킨스, 네이트 멘델, 크리스 시프렛 | 5:56      |
| 3.  | Walking After You   |                                                 | 5:18      |
| 4.  | Marigold            |                                                 | 3:19      |
| 5.  | My Hero             | 그롤, 멘델, 팻 스미어                           | 4:51      |
| 6.  | Next Year           | 그롤, 호킨스, 멘델                              | 4:34      |
| 7.  | Another Round       | 그롤, 호킨스, 멘델, 시프렛                      | 4:55      |
| 8.  | Big Me              |                                                 | 3:01      |
| 9.  | Cold Day in the Sun | 호킨스                                          | 3:26      |
| 10. | Skin and Bones      |                                                 | 4:00      |
| 11. | February Stars      | 그롤, 스미어, 멘델                              | 5:51      |
| 12. | Times Like These    | 그롤, 호킨스, 멘델, 시프렛                      | 5:25      |
| 13. | Friend of a Friend  |                                                 | 4:01      |
| 14. | Best of You         | 그롤, 호킨스, 멘델, 시프렛                      | 5:02      |
| 15. | Everlong            |                                                 | 6:37      |

## 인증
| 국가                                                            | 인증        | 판매량/출하량 |
| --------------------------------------------------------------- | ----------- | ------------- |
| 오스트레일리아 (ARIA) Album                                     | 골드        | 35,000^       |
| 오스트레일리아 (ARIA) DVD                                       | 2× 플래티넘 | 30,000^       |
| 아일랜드 (IRMA) album                                           | 골드        | 7,500^        |
| 뉴질랜드 (RMNZ) Album                                           | 플래티넘    | 15,000^       |
| 뉴질랜드 (RMNZ) DVD                                             | 골드        | 2,500^        |
| 영국 (BPI) Album                                                | 플래티넘    | 300,000       |
| ^출하량을 기반으로 한 인증 · 판매량+스트리밍을 기반으로 한 인증 |             |               |